# Ewa Przeździecka
Ewa Rudnicka neé Przeździecka (ur. 20 maja 1988 w Zambrowie) – polska szachistka, mistrzyni FIDE od 2011 roku.

## Kariera szachowa
Wielokrotnie startowała w finałach mistrzostw Polski juniorek w różnych kategoriach wiekowych, zdobywając dwa medale: złoty (Krynica Morska 1998 – do 10 lat) oraz srebrny (Kołobrzeg 2000 – do 12 lat). W 2007 r. wystąpiła w rozegranym w Barlinku finale indywidualnych mistrzostw Polski kobiet, zajmując X miejsce. W latach 2011 i 2012 dwukrotnie zdobyła srebrne medale drużynowych mistrzostw Polski kobiet (w barwach klubu „Drakon” Lublin).
Najwyższy ranking w dotychczasowej karierze osiągnęła 1 października 2015 r., z wynikiem 2188 punktów zajmowała wówczas 20. miejsce wśród polskich szachistek.

## Życie prywatne
Ewa Przeździecka jest siostrą arcymistrzyni Marty Bartel, czołowej polskiej szachistki (m.in. wicemistrzyni Polski w 2006 oraz uczestniczki olimpiady w 2006).